# ゲオルク・シュペート
ゲオルク・シュペート（Georg Späth、1981年2月24日 - ）は、ドイツ、バイエルン州オーベルストドルフ出身のスキージャンプ選手。

## プロフィール
シュペートは1998年のノルディックスキージュニア世界選手権団体戦で金メダルを獲得、翌年の同大会でも団体戦で銅メダルを獲得した。
スキージャンプ・ワールドカップには1998年12月30日、ジャンプ週間の地元オーベルストドルフで初出場、34位となった。
1999-2000シーズンのスキージャンプ・コンチネンタルカップで総合2位となり翌シーズンからワールドカップに本格参戦となった。
2003年ノルディックスキー世界選手権代表に選ばれ、個人ラージヒル19位、個人ノーマルヒル22位、団体戦では4位となった。
2003-2004シーズンはワールドカップで初めて表彰台に上がる（1月1日のガルミッシュ＝パルテンキルヒェンで3位、2月14日のヴィリンゲンで自己最高位の2位）など総合9位、スキーフライング世界選手権では個人、団体とも4位（個人戦では1日目に首位となったが2日目は順位を落として4位に終わった）、とベストのシーズンを送った。
2005年ノルディックスキー世界選手権では個人ノーマルヒル5位、個人ラージヒル19位、ノーマルヒル団体戦で銀メダル、ラージヒル団体戦で5位となった。
2006年のスキーフライング世界選手権団体で銅メダルを獲得、トリノオリンピック団体では4位となった。
2008年のサマーシーズンに膝の靭帯を断裂しで2008-2009シーズンを棒に振ったが2009年の夏に復帰、2009-2010シーズンのワールドカップでは総合54位となった。
2008年3月にアンスバッハ大学のトップアスリートコースを卒業、国際経営学士の学位を取得した。